# Усть-Панакачет
Усть-Панакачет — посёлок в Абанском районе Красноярского края России. Входит в состав Покатеевского сельсовета.

## География
Посёлок находится в восточной части Красноярского края, на левом берегу реки Тиличет Панакачетская (бассейн реки Ангара), на расстоянии приблизительно 80 километров (по прямой) к востоку-северо-востоку (ENE) от посёлка Абан, административного центра района. Абсолютная высота — 209 метров над уровнем моря.

## Население
| 1989 | 2002 | 2010 |
| ---- | ---- | ---- |
| 211  | ↘92  | ↘0   |